# Rattled
Rattled is een Amerikaanse horrorfilm uit 1996, geregisseerd door Tony Rande.

## Verhaal
Architect Paul Donohue heeft onlangs zijn laatste project opgeleverd in een dorpsgemeenschap. De constructie van het project ligt midden in een vallei en dat blijkt gevolgen te hebben. Door de werkzaamheden wordt de schuilplaats van duizenden ratelslangen verstoord.